# 里弗代爾 (加利福尼亞州門多西諾縣)
里弗代爾（英語：Riverdale）是位於美國加利福尼亞州門多西諾縣的一個非建制地區。該地的面積和人口皆未知。

## 地理
里弗代爾的座標為39°53′16″N 123°44′51″W / 39.88778°N 123.74750°W，而該地的平均海拔高度為223米（即732英尺）。